# Barsinghausen
Barsinghausen is een gemeente in de Duitse deelstaat Nedersaksen. De gemeente, een selbständige Gemeinde, maakt deel uit van de Region Hannover.
Barsinghausen telt 34.394 inwoners.

## Geschiedenis

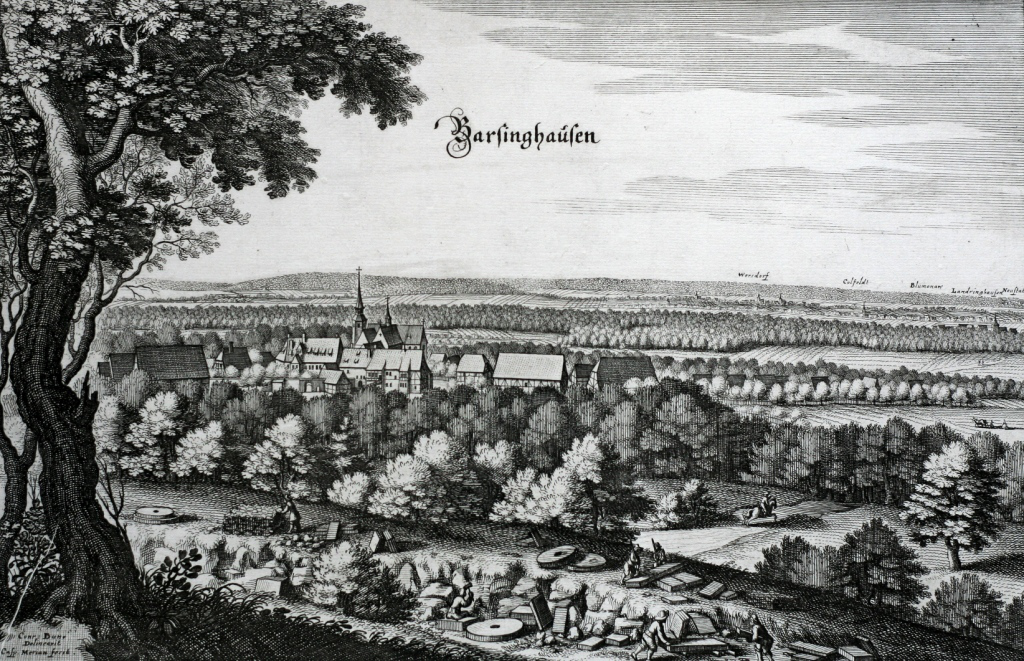
Barsinghausen omstreeks 1650 (Merian-prent)

Bijna alle plaatsen in de gemeente ontstonden in de middeleeuwen, meestal in de 12e-14e eeuw, als dorpjes rondom kerkjes of grote herenboerderijen. Alleen Kirchdorf is ouder (eerste vermelding in 892).
Omstreeks 1193 werd in Barsinghausen een augustijner klooster gesticht, aanvankelijk een dubbelklooster, maar al spoedig was dit alleen nog maar een nonnenklooster. Na de Reformatie in de 16e eeuw werd het een luthers vrouwensticht. In de Dertigjarige Oorlog (1618-1648) werd het verwoest, maar rond 1700 herbouwd. Het klooster heeft Barsinghausen eeuwenlang gedomineerd.
Vanaf 1817 tot 1957 was er in Egestorf, dat tot deze gemeente behoort, een grote steenkoolmijn.
De regering van de deelstaat Nedersaksen verleende Barsinghausen in 1969 het recht, zichzelf stad te noemen.

## Economie

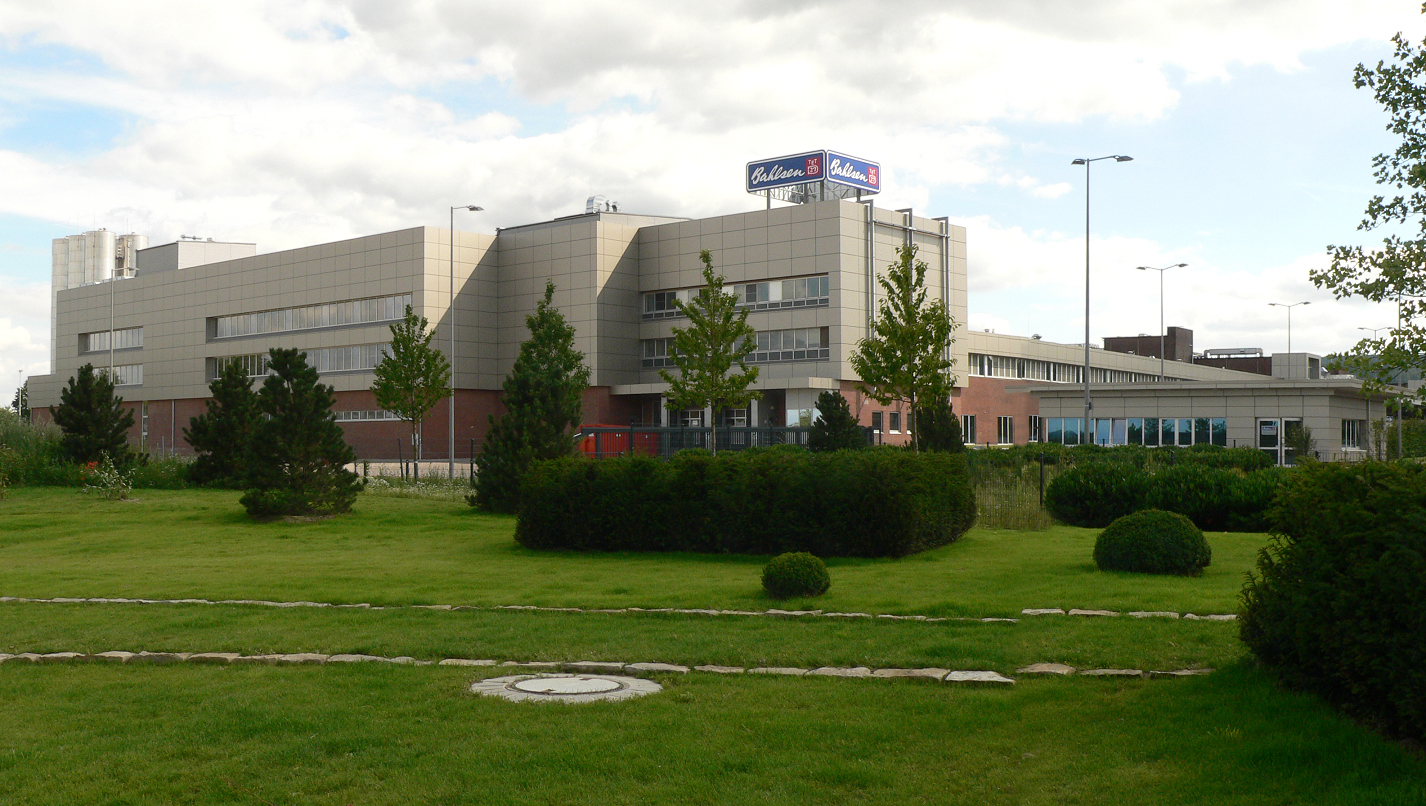
Koekjesfabriek van Bahlsen

De koekjesproducent Bahlsen heeft aan de noordrand van Barsinghausen een grote fabriek. De stad beschikt over enige grote bedrijventerreinen met voornamelijk logistieke bedrijven (waarvan het logistieke centrum van Lyreco, een Franse producent van kantoorbenodigdheden, het grootste is) en verder midden- en kleinbedrijf van regionaal belang. Vanwege o.a. het natuurschoon in de Deister is het toerisme in de gemeente niet onbelangrijk. In de gemeente wonen veel mensen met een baan in Hannover of een andere plaats in de omgeving (woonforensen).

### Infrastructuur

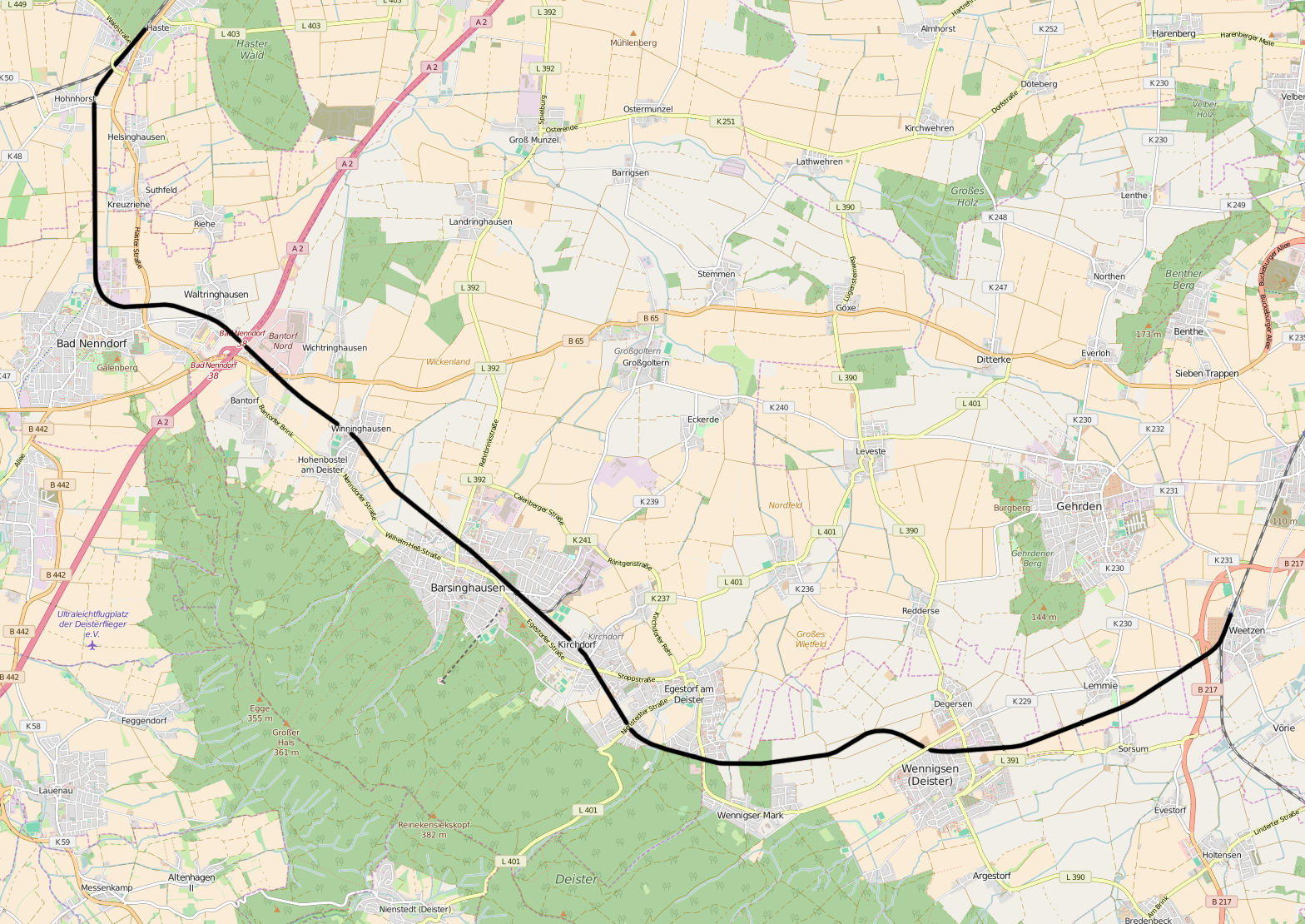
Kaart Spoorlijn Weetze - Haste; hierop is ook de situering van diverse stadsdelen van Barsinghausen af te lezen.

Bij het ten westen van de stad gelegen stadsdeel Bantorf kruist de Bundesstraße 65, die van west naar oost door de gehele gemeente loopt, de Autobahn A2 op afrit 38.
Door de gemeente loopt sedert 1872 een spoorlijn, geëxploiteerd door de S-Bahn van Hannover. Aan deze lijn liggen in de gemeente Barsinghausen enige kleine stations, en wel, van noordwest naar zuidoost, Station Bantorf, Station Winninghausen,  Station Barsinghausen, Station Kirchdorf (Deister) en  Station Egestorf (Deister)

## Stadsdelen
Barsinghausen bestaat uit de volgende 18 stadsdelen:
| Stadsdeel              | Wapen                     | Inwoners per 31 december 2020. | Ligging |
| ---------------------- | ------------------------- | ------------------------------ | --- |
| Bantorf                |                           | 1250                           | op de westgrens van de gemeente met Bad Nenndorf, 4 km ten noordwesten van de stadskern                                                |
| Barrigsen              |                           | 214                            | |
| Barsinghausen-kernstad |                           | 14.597                         | |
| Eckerde                |                           | 561                            | |
| Egestorf               |                           | 7331                           | een op 5 à 6 km ten zuidoosten van de stad gelegen mijnbouw- en forensendorp, dat uit een samensmelting van drie oudere dorpen bestaat |
| Göxe                   |                           | 532                            | |
| Großgoltern            |                           | 1317                           | ten noorden van de stad, aan de B 65                                                                                                   |
| Groß Munzel            |                           | 1162                           | ten zuiden van Holtensen, daarvan gescheiden door een terrein voor logistieke bedrijven                                                |
| Hohenbostel            |                           | 1571                           | 4 km ten noordwesten van de stadskern                                                                                                  |
| Holtensen              |                           | 255                            | helemaal in het NW van de gemeente, bij afrit 39 van de A2                                                                             |
| Kirchdorf              | Kirchdorf (Barsinghausen) | 2044                           | en oost-zuidoosten van de stad |
| Landringhausen         |                           | 912                            | |
| Langreder              | Langreder                 | 1030                           | |
| Nordgoltern            |                           | 454                            | |
| Ostermunzel            |                           | 336                            | |
| Stemmen                |                           | 600                            | direct ten noordoosten van Großgoltern                                                                                                 |
| Wichtringhausen        | Wichtringhausen           | 525                            | |
| Winninghausen          | Winninghausen             | 1046                           | aan de noordkant van Hohenbostel vastgebouwd                                                                                           |

## Geografie, infrastructuur
De zuidelijke helft van de gemeente, inclusief Barsinghausen-stad, ligt op 70-140 meter boven zeeniveau, tegen de noordflank van de tot 400 meter hoge heuvelrug Deister. De gebieden ten noorden daarvan bestaan uit meestal vlak, door de aanwezigheid van een lösslaag vruchtbaar, boerenland, op 50-100 meter boven zeeniveau, afgewisseld door kleine bossen, en maken deel uit van de Noord-Duitse Laagvlakte. 

### Buurgemeentes
- Wunstorf
- Seelze
- Gehrden
- Bad Nenndorf
- Wennigsen
- Springe
- Lauenau
- Bad Münder am Deister

## Bezienswaardigheden, recreatie
- Kunsthistorisch belangrijk zijn het oude klooster te Barsinghausen (herbouwd plm. 1700) met de van kort na 1200 daterende, evangelisch-lutherse, St.-Maria-kloosterkerk; het klooster is nog als zodanig in gebruik; een klein aantal lutherse vrouwen leeft er naar de oude kloosterregel van Augustinus.
- Het natuurschoon in de tot 400 meter hoge heuvelrug Deister, waar ook sportmogelijkheden voor mountainbikers zijn, is een bezoek waard.
- Mijnbouwmuseum Klosterstollen
- Stellingmolen te Wichtringhausen (1824; nog maalvaardig): Privé-eigendom. Eén maal per jaar, op Open Monumentendag, voor bezichtiging opengesteld.
- Stadspark Deisterpark op een voormalige mijnafvalberg aan de rand van de Deister, met enige opmerkelijke sculpturen
- Vlak ten zuidwesten van  station Kirchdorf (Deister) ligt het Deisterbad, een zeer groot overdekt zwembad.

## Afbeeldingen

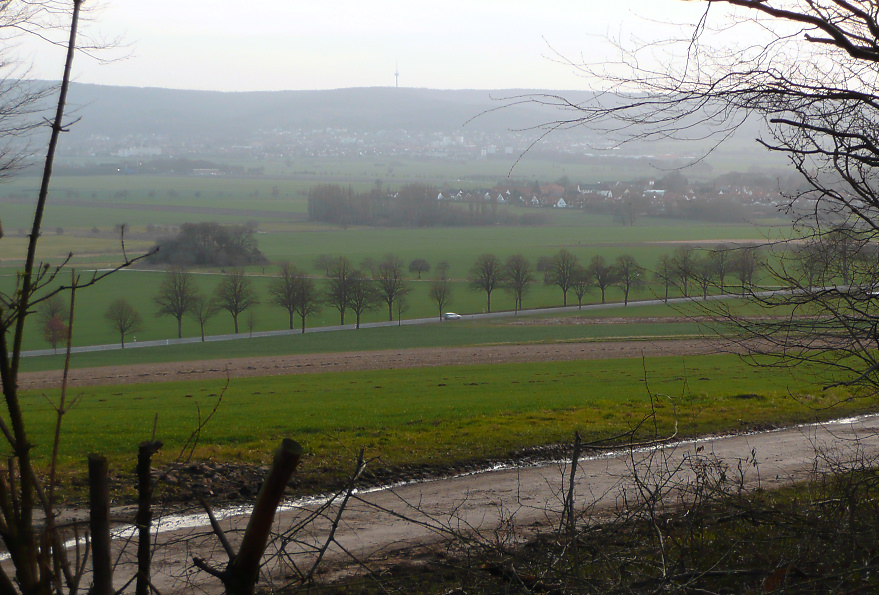
Gezicht vanaf de Stemmer Berg op Barsinghausen. Op de achtergrond de heuvelrug Deister.
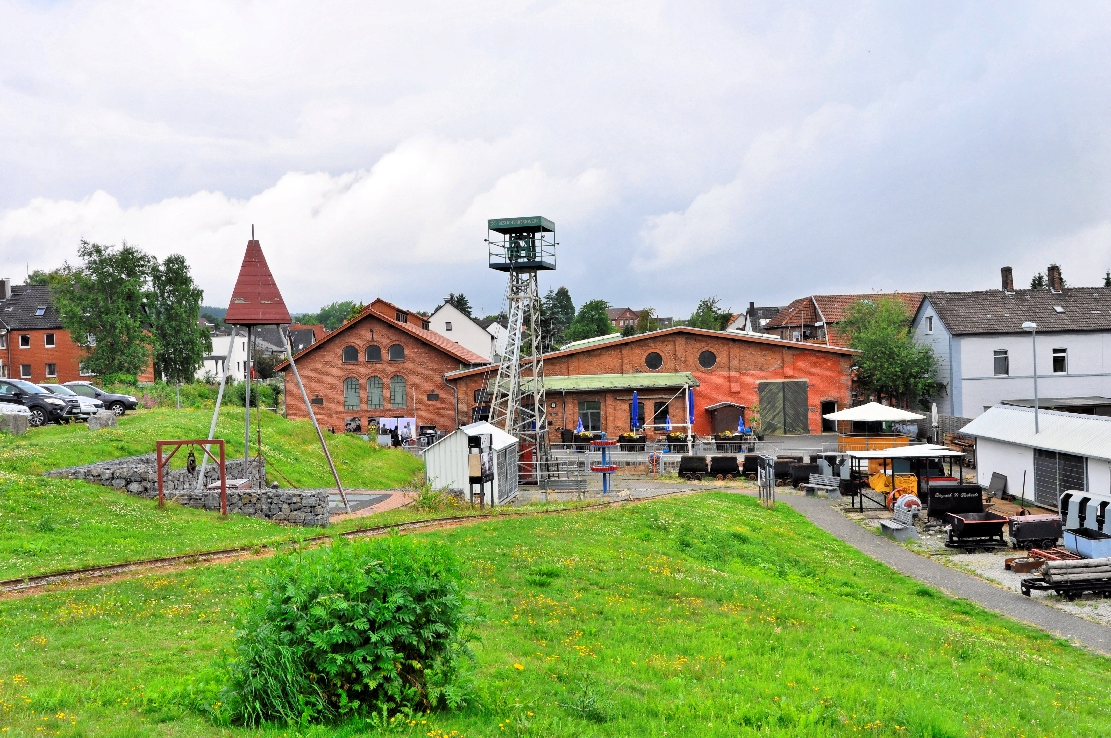
Mijnbouwmuseum Klosterstollen
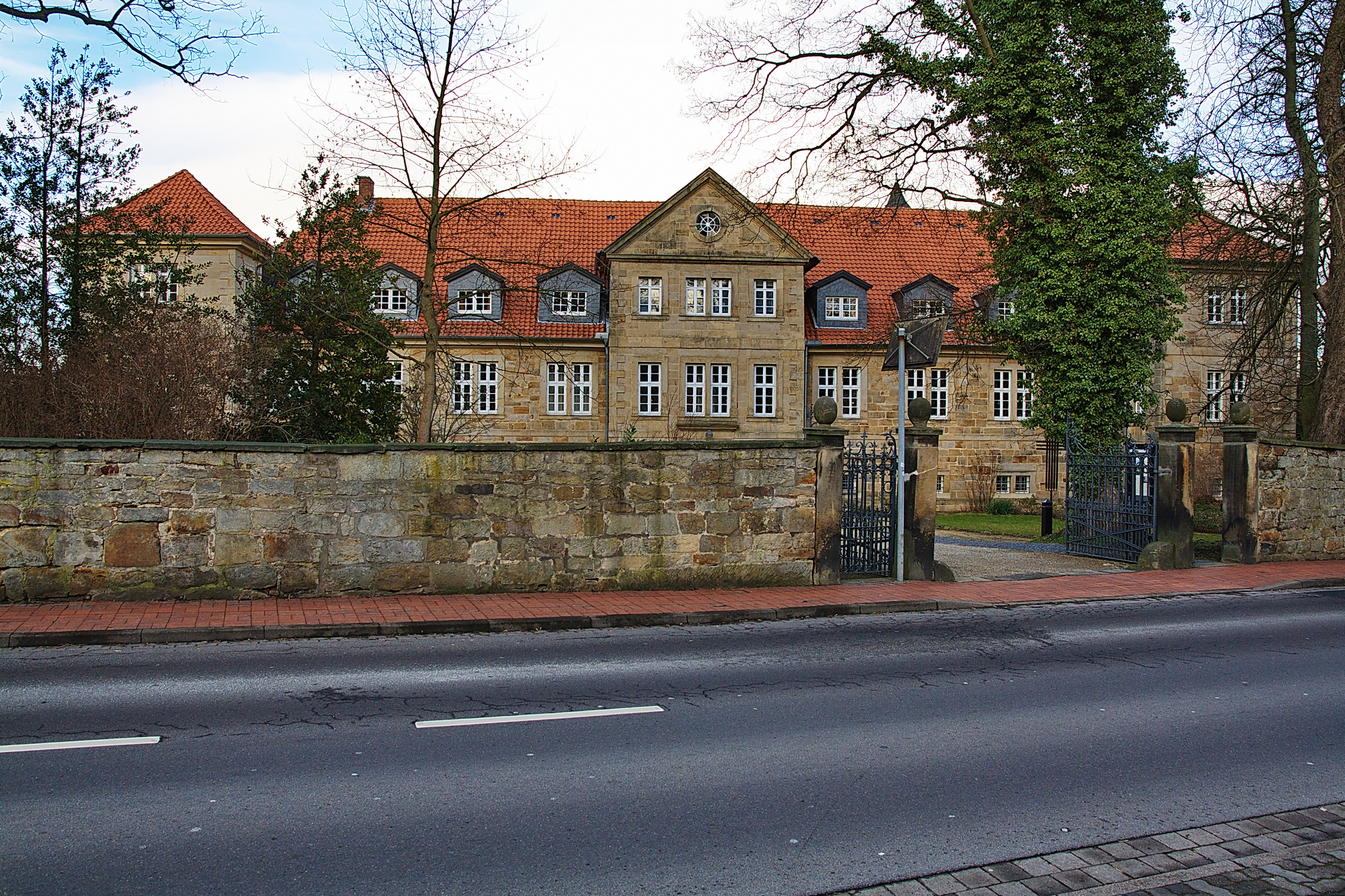
Klooster Barsinghausen
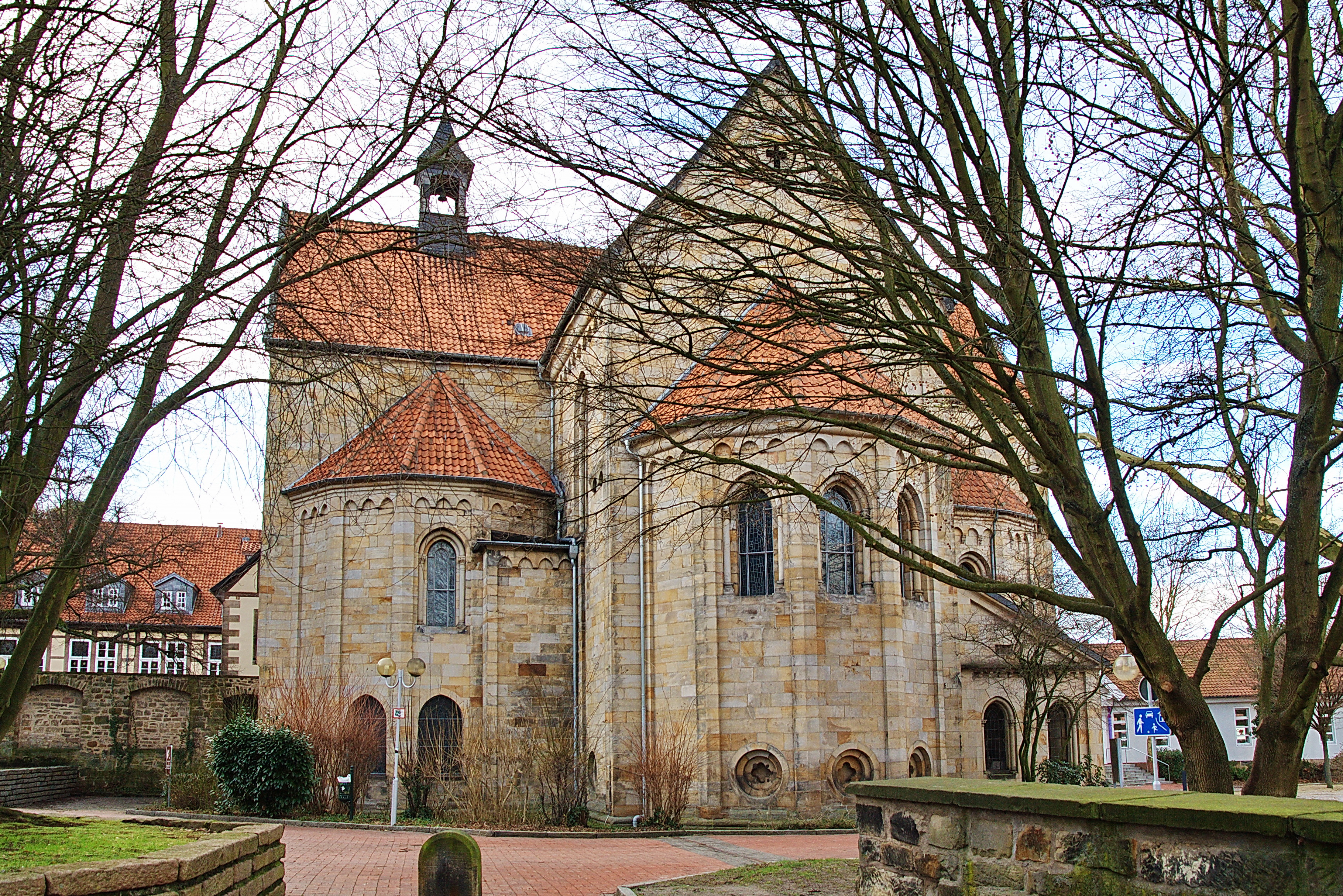
St.-Maria-kloosterkerk, Barsinghausen
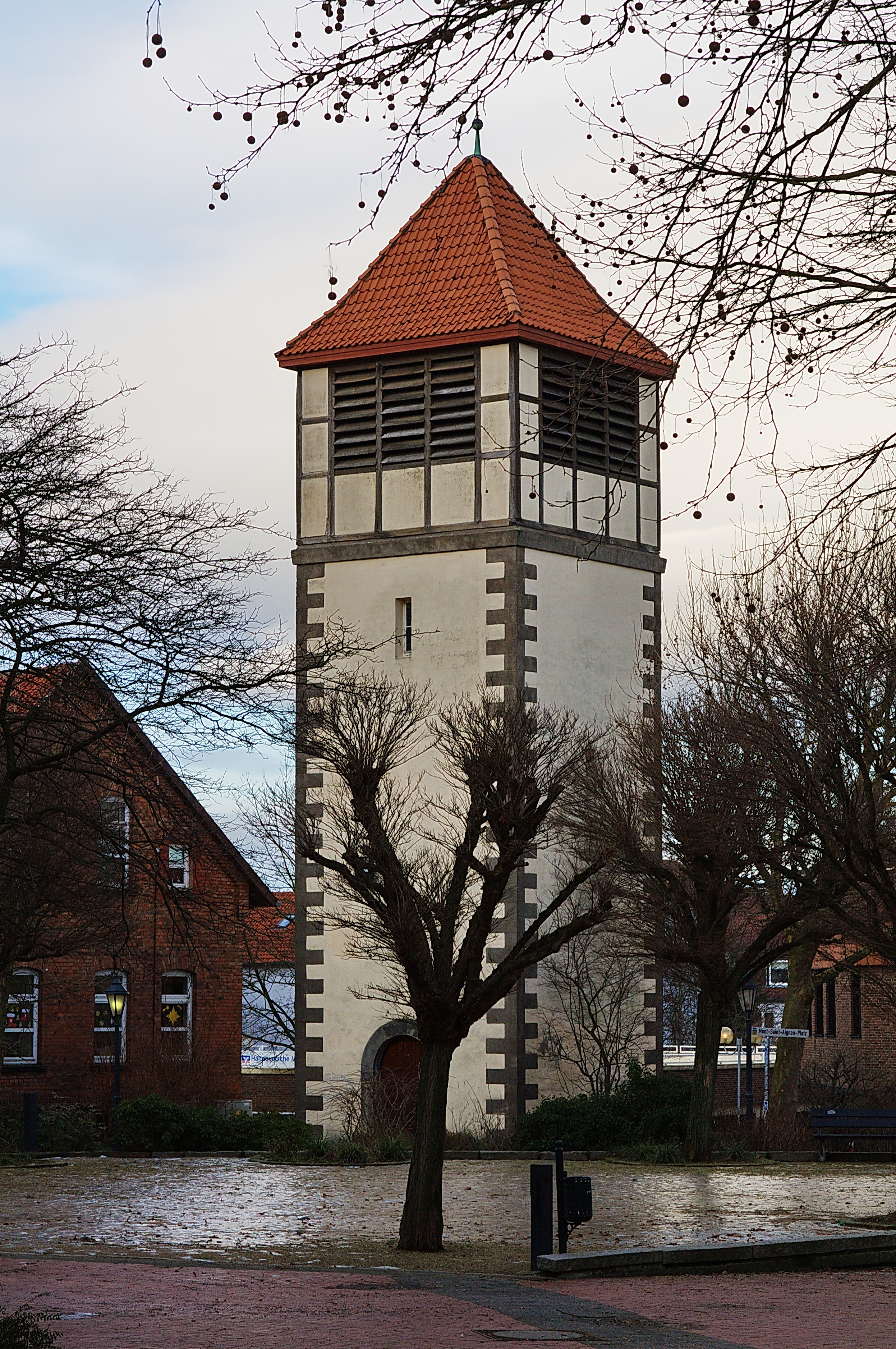
Klokkentoren bij deze kerk
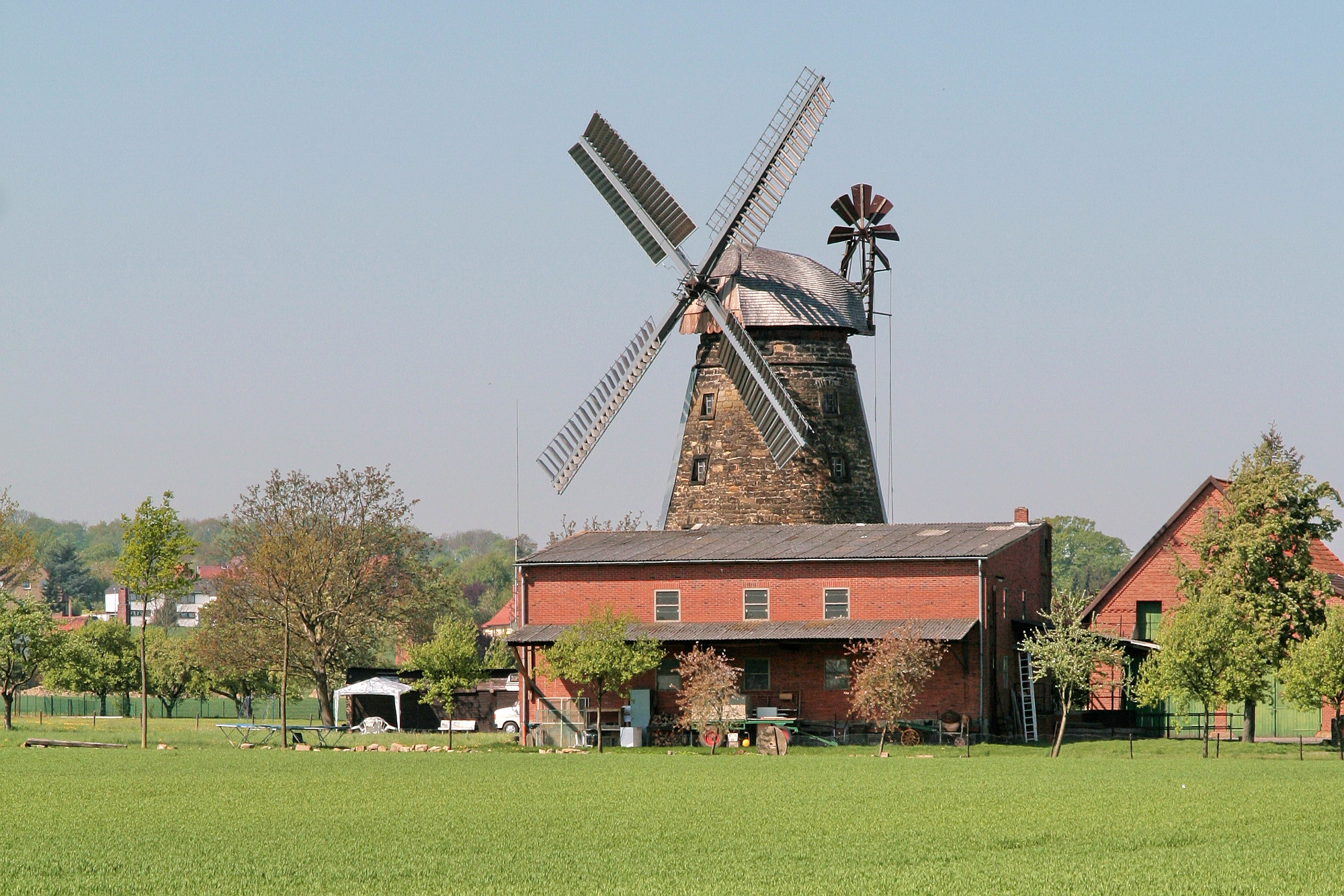
Stellingmolen te Wichtringhausen
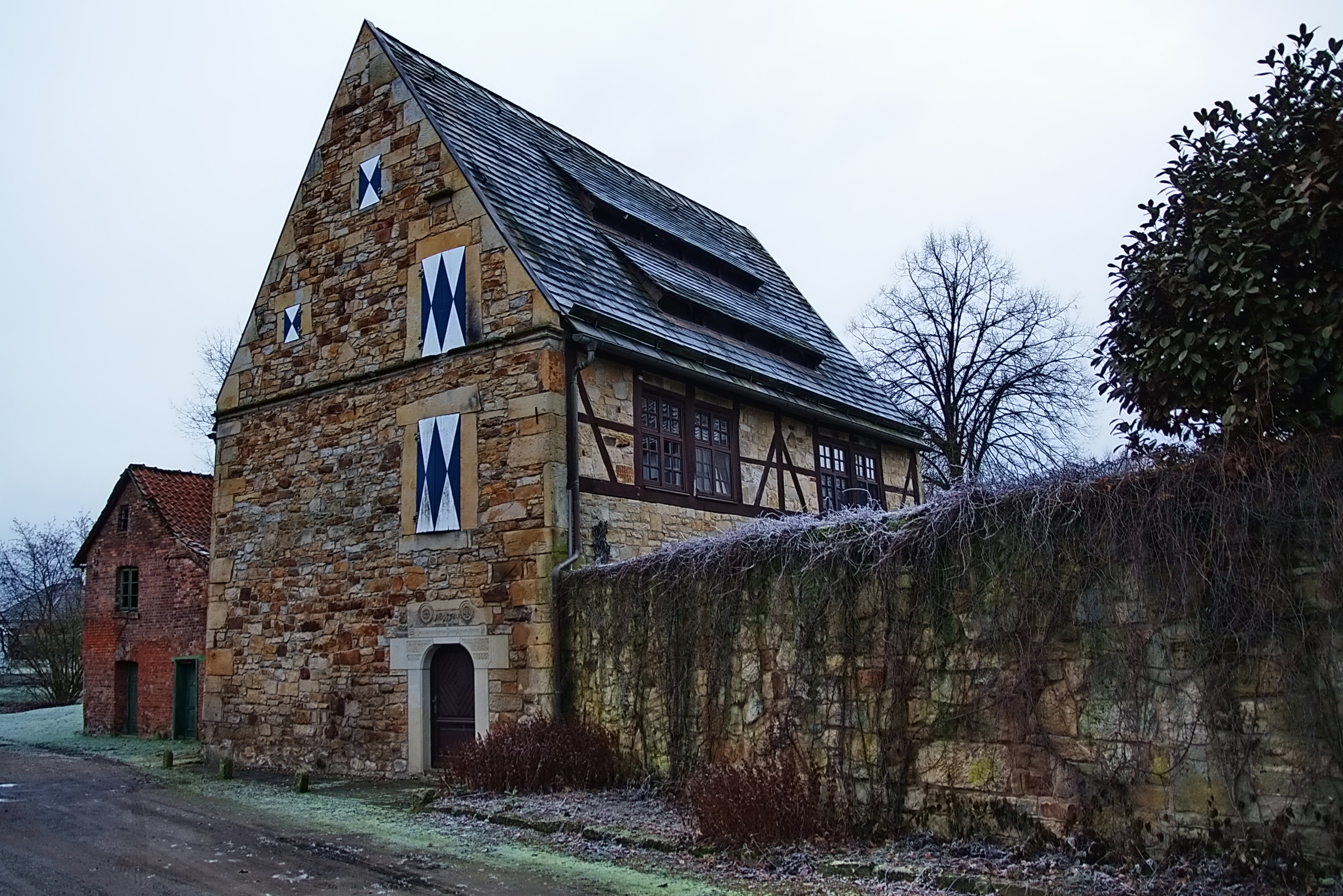
Watermolen te Langreder bij Egestorf (1592, gerestaureerd 2005)

## Belangrijke personen in relatie tot de gemeente
- Heinz Erhardt (1909-1979) die in Wennigsen woonde ging hier van 1919 tot 1924 naar school.
- Herbert Gruhl, politicus, woonde van 1961-1978 te Barsinghausen en zat er van 1961-1972 in het gemeentebestuur

## Stedenband
Barsinghausen onderhoudt jumelages met:
- Kovel, Oekraïne
- Mont-Saint-Aignan, Frankrijk/Normandië
- Brzeg Dolny in Polen
- Wurzen, deelstaat Saksen

- Bibliothèque nationale de France: cb15574275k (data)
- Gemeinsame Normdatei: 4004559-6
- Library of Congress Control Number: n85207820
- MusicBrainz: 90eca2c3-9d53-4ea0-a9c9-be992b900b51
- Nationale Bibliotheek van Israël: 987007560050405171
- Virtual International Authority File: 136111254
- WorldCat: E39PBJpPypVDKbfB8kj3CJRHYP

Barsinghausen ·
Burgdorf ·
Burgwedel ·
Garbsen ·
Gehrden ·
Hannover ·
Hemmingen ·
Isernhagen ·
Laatzen ·
Langenhagen ·
Lehrte ·
Neustadt am Rübenberge ·
Pattensen ·
Ronnenberg ·
Seelze ·
Sehnde ·
Springe ·
Uetze ·
Wedemark ·
Wennigsen (Deister) ·
Wunstorf